# Cláudio Strassburger
Cláudio Ênio Strassburger ComMM (Porto Alegre, 24 de agosto de 1928 – Novo Hamburgo, 1 de novembro de 2023) foi um advogado e político brasileiro filiado ao Progressistas (PP). Pelo Rio Grande do Sul, foi vice-governador, deputado federal e secretário da Indústria durante o governo Sinval Guazzelli.

## Biografia
Filho de Carlos Strassburger Filho e Elvira Otília Iúva Strassburger. Bacharel em Direito pela Pontifícia Universidade Católica do Rio Grande do Sul, dirigiu a Strassburger & Cia. LTDA em 1955, foi presidente do Rotary Club de Campo Bom (1958-1959) e eleito vereador de Campo Bom em 1959, também foi diretor da Feira Nacional do Calçado (FENAC) em 1968. Eleito deputado federal pela ARENA em 1978, exerceu o cargo de secretário de estado no último mês do governo de Sinval Guazzelli. Transferido para o PDS foi eleito vice-governador do Rio Grande do Sul em 1982 na chapa de Jair Soares.
Em 1994, Strassburger foi admitido pelo presidente Itamar Franco à Ordem do Mérito Militar no grau de Comendador especial.
Strassburguer morreu no dia 1 de novembro de 2023, aos 95 anos.